# Faust-Museum

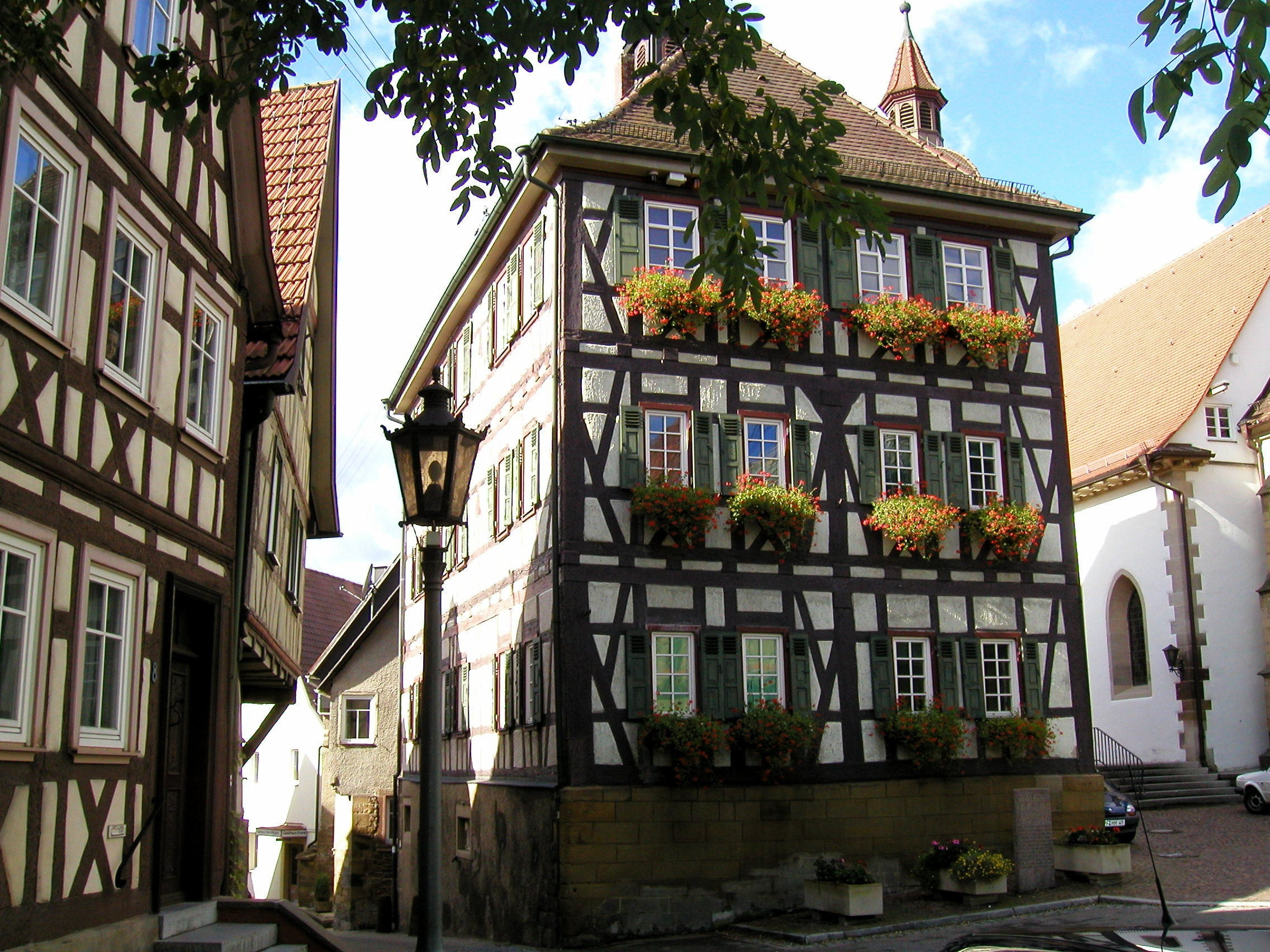
Faust-Museum im Alten Rathaus in Knittlingen

Das Faust-Museum in Knittlingen im baden-württembergischen Enzkreis ist im Alten Rathaus, einem Fachwerkhaus aus dem 18. Jahrhundert, untergebracht. Die Dauerausstellung wurde 2002 neu konzipiert. Sie zeigt Exponate zum historischen Johann Georg Faust, der vermutlich um 1480 in Knittlingen geboren sein soll, sowie zu den zahlreichen Bearbeitungen des Fauststoffs.

## Vorläufer im Neuen Rathaus

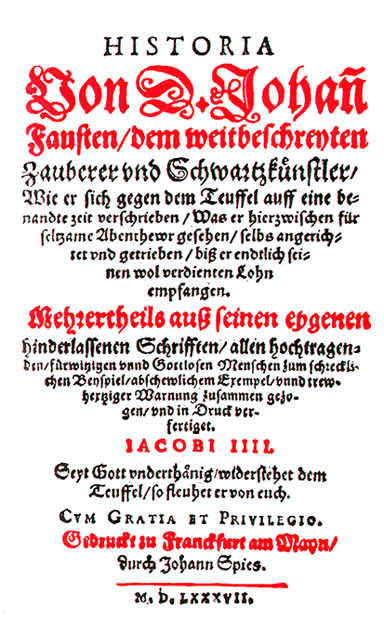
Historia Von D. Johann Fausten. Gedruckt zu Frankfurt am Main durch Johann Spies, 1587. Das Faust-Museum verfügt über ein Faksimile.

Das umstrittene historische Dokument für Knittlingen als Faust-Geburtsort ist die Abschrift der Urkunde eines Immobilienkaufs im Jahr 1542. Diese handschriftliche Abschrift wurde von dem Lehrer Karl Weisert 1934 mit einem Bleistift gefertigt. Das Original ist während des Zweiten Weltkriegs verbrannt. Die Richtigkeit der Abschrift Weiserts wurde am 3. März 1934 vom damaligen Bürgermeister Lehner mit Unterschrift und Stempel bestätigt. Danach bezeichnet ein Knittlinger Kaufbrief das Haus neben der heutigen Stadtkirche als das Gebäude „allwo Fausten born“:

„Wohnbehausung des Frühmessers vnd Hofraytin samt Keller vnd übrig zugehord, alles an vnd beyeinand rechter hand vf dem berg neben der Cappel, eynseit des Jörgen Gerlachen seelig behausung, allwo Fausten born, auch neben der Wagenhüttin vnd beym kleinen gestaffelten Wandelgäßlen … zu eynem vffrechten, steten, vesten vnd ewigen Kaufs verkauft.“

Außerdem zitierte der aus Ansbach gebürtige Johannes Manlius im Jahr 1563 eine Äußerung seines Wittenberger Lehrers Philipp Melanchthon, der aus dem fünf Kilometer entfernten Bretten stammte, wonach dieser den Knittlinger Faust gekannt habe:

„Ich hab einen gekennet / mit nammen Faustus von Kundling (ist ein kleines stettlein / nicht weit von meinem Vatterland) derselbige da er zu Crockaw in die Schul gieng / da hatte er die Zauberey gelernet / wie man sie dann vor zeiten an dem ort sehr gebraucht / auch öffentlich solche kunst geleeret hat. Er gieng hin und wider allenthalben / und sagte viel verborgene ding.“

Seit 1954 gab es in Knittlingen eine Faust-Gedenkstätte. Die Kabinettausstellung bestand aus zwei Räumen im Neuen Rathaus und zeigte hauptsächlich Exponate der Sammlung von Karl Theens, die den Bestand der alten Ausstellung bildete. Die umfangreiche Sammlung von Karl Theens wurde der Stadt Knittlingen zunächst leihweise zur Verfügung gestellt, dann durch die Stadt Knittlingen angekauft und so zum Grundstock des Faust-Museums und des Faust-Archivs. 26 Jahre lang standen für die zahlreichen Besucher und Vitrinen nur 30 m² Grundfläche zur Verfügung.

## Faust-Museum im Alten Rathaus
Das Anwachsen der Besucherzahlen und der zur Verfügung stehenden Exponate ließen schon bald den Wunsch entstehen, ein größeres Haus für die Faust-Sammlung einzurichten, das sich nicht wie die alte Ausstellung als „Anhängsel des Rathausbetriebs“ präsentiert. Ab 1977 konkretisierten sich die Planungen auf das Alte Rathaus als neuen Standort. Es handelt sich um eines der ältesten und schönsten Häuser Knittlingens. Aufgrund von Bränden und Kriegen weist es allerdings kaum noch Bausubstanz aus der Zeit Johann Georg Fausts auf, das heutige Bauwerk stammt weitgehend aus dem 18. Jahrhundert.
In Zusammenarbeit mit Vertretern der Faust-Gesellschaft übernahm Hans Schiffer die architektonische Leitung. Es wurde möglichst viel von der alten Bausubstanz erhalten. Das Gebäude hat etwa 300 m² Grundfläche und 200 m² Wandfläche. Die Archivräume im Dachgeschoss wurden im November 1979 bezogen. Es wurden etwa 5000 Exponate gesichtet und über 100 Tisch- und Wandvitrinen bestückt. Der Faust-Forscher Günther Mahal richtete das Museum im Alten Rathaus ein. Zum 500. Geburtstag des historischen Fausts konnte das Museum dann 1980 eröffnet werden. 1987 veranstaltete Mahal in Knittlingen eine wissenschaftliche Konferenz anlässlich des 400-jährigen Buchjubiläums der Historia von D. Johann Fausten. 2002 wurde die Ausstellung im Faust-Museum völlig neu konzipiert, und das Archiv zog in die ehemalige Alte Lateinschule.

## Ausstellung im Faust-Museum

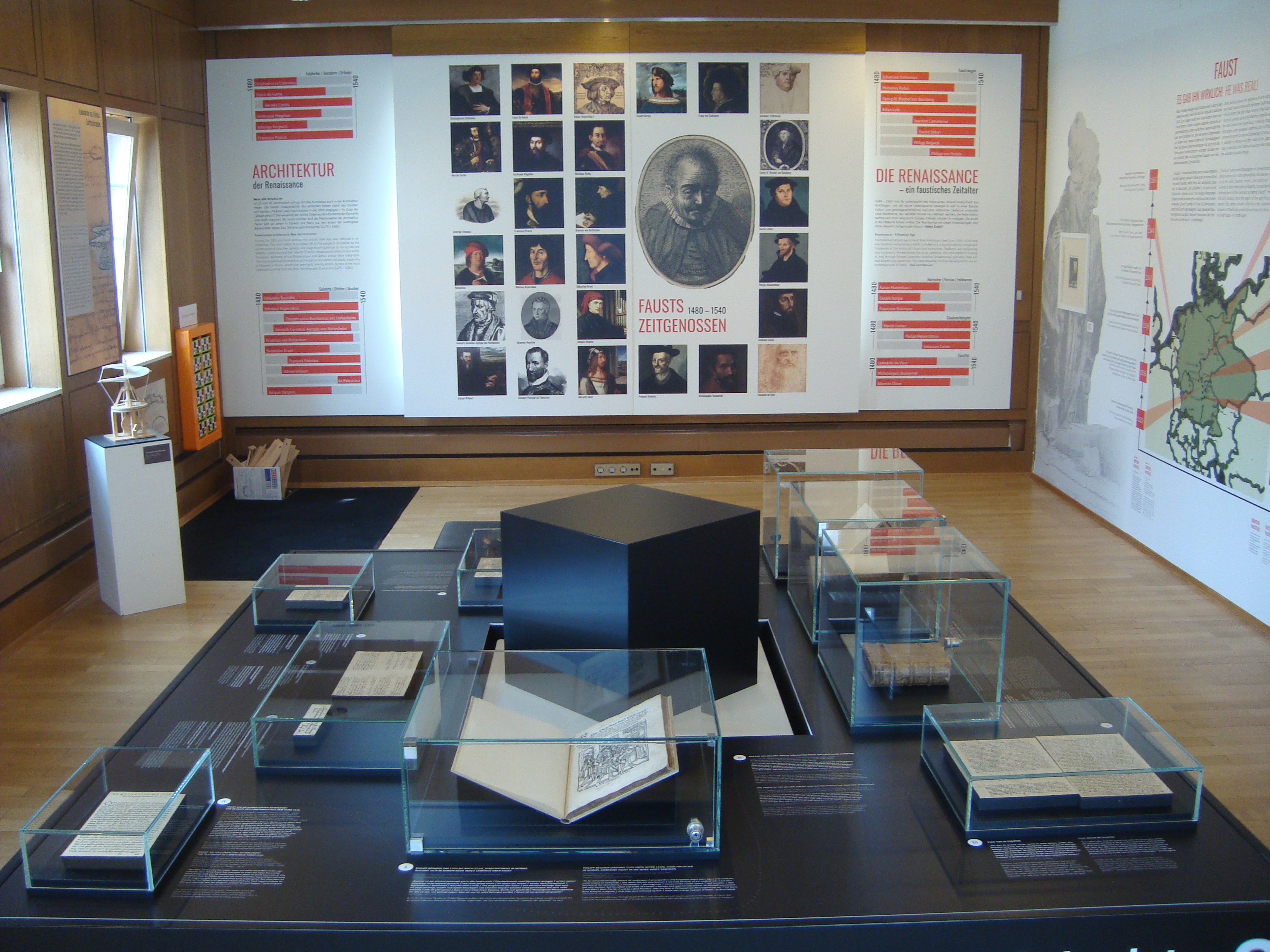
Ausstellungsraum im Faust-Museum

Gezeigt werden im Alten Rathaus unter anderem die neun bekannten zeitgenössischen Quellen zum historischen Faust, zum Beispiel der Brief des Johannes Trithemius an Johann Virdung aus dem Jahr 1507. Das handschriftliche Original des Briefs liegt in der Vatikanischen Bibliothek in Rom. Darin schreibt Trithemius:

„Jener Mensch [der historische Faust], über welchen du mir schreibst, Georg Sabellicus, welcher sich den Fürsten der Nekromanten zu nennen wagte, ist ein Landstreicher, leerer Schwätzer und betrügerischer Strolch, würdig ausgepeitscht zu werden, damit er nicht ferner mehr öffentlich verabscheuungswürdige und der heiligen Kirche feindliche Dinge zu lehren wage. Denn was sind die Titel, welche er sich anmaßt, anders als Anzeichen des dümmsten und unsinnigsten Geistes, welcher zeigt, daß er ein Narr und kein Philosoph ist! So machte er sich folgenden ihm konvenierenden Titel zurecht: Magister Georg Sabellicus Faust der Jüngere, Quellbrunn der Nekromanten, Astrolog, Zweiter der Magier, Chiromant, Aeromant, Pyromant, Zweiter in der Hydromantie. — Siehe die törichte Verwegenheit des Menschen; welcher Wahnsinn gehört dazu, sich die Quelle der Nekromantie zu nennen!“

Seit 2010 hängt ein Alchemisten-Schrank in Hexagramm-Form als Dauerleihgabe im Museum. Der Schrank befand sich früher im Treppenhaus von Fausts Knittlinger Geburtshaus. Er wurde 1837 in der zum Haus gehörenden  Scheune im Boden vergraben aufgefunden. Er war mit einer Fett- und Talgschicht imprägniert. Das genaue Alter des Alchemistenschranks wurde bislang nicht bestimmt. Er ist aus Nussbaumholz gefertigt und mit magischen Symbolen versehen. Die hölzernen Intarsien stehen für die vier Elemente Feuer, Wasser, Luft und Erde sowie oben in der Spitze für Quecksilber („Mercurius“). Unten in der Spitze ist ein Kreis mit einem Querbalken zu sehen, der als Symbol für „Sal“ (Salz) gedeutet wird. Die konstitutive materielle Seite alles Geschaffenen wird bei Paracelsus mit den Materialsubstanzen „Sal“ (Salz, das Feste), „Sulphur“ (Schwefel, das Brennbare) und „Mercurius“ (Quecksilber, das Flüchtige) beschrieben, die als bildhafte Begriffe zu verstehen sind. Das Symbol in der Mitte des Schranks zeigt eine dreidimensionale Pyramide, die ringsherum angeordneten Buchstaben ergeben Elohim.
Die im 1. Obergeschoss ausgestellten Exponate befassen sich mit den „Volksbüchern“ vom Doktor Faust, Christopher Marlowes Faust-Drama über das Puppenspiel, bis zu Johann Wolfgang von Goethes Faust. Im 2. Obergeschoss wird die internationale Faust-Literatur des 19. bis 21. Jahrhunderts ausgestellt, u. a. weibliche Faust-Gestalten, Romane, Comics, Mundart sowie Faust in der Parodie. Darüber hinaus beschäftigt sich die Ausstellung auch mit Faust im Theater, in der Musik und im Film. Neben der Dauerausstellung werden in der Galerie des Faust-Archivs jährlich zwei Sonderausstellungen gezeigt.

„Wir wissen nicht, wie er [der historische Faust] ausgesehen hat, wir wissen nicht, ob er verheiratet war. Das Problem ist, dass im 17. Jahrhundert Knittlingen mehrfach abgebrannt ist. Das heißt, die Originalunterlagen, wie Taufregister, Geburts- und Eheregister, sind alle verbrannt. Wir wissen aber, dass die Familie Faust hier existiert hat. Es gibt die so genannten Maulbronner Musterungslisten. Und genau in der Epoche, wo Georg Faust gelebt hat, ist belegt ein Konrad Faust, ein Michael Faust. Georg Faust hat keinen Militärdienst geleistet. Sonst würde er auch drin stehen, in diesen Musterungslisten.“

## Faust-Archiv in der Alten Lateinschule

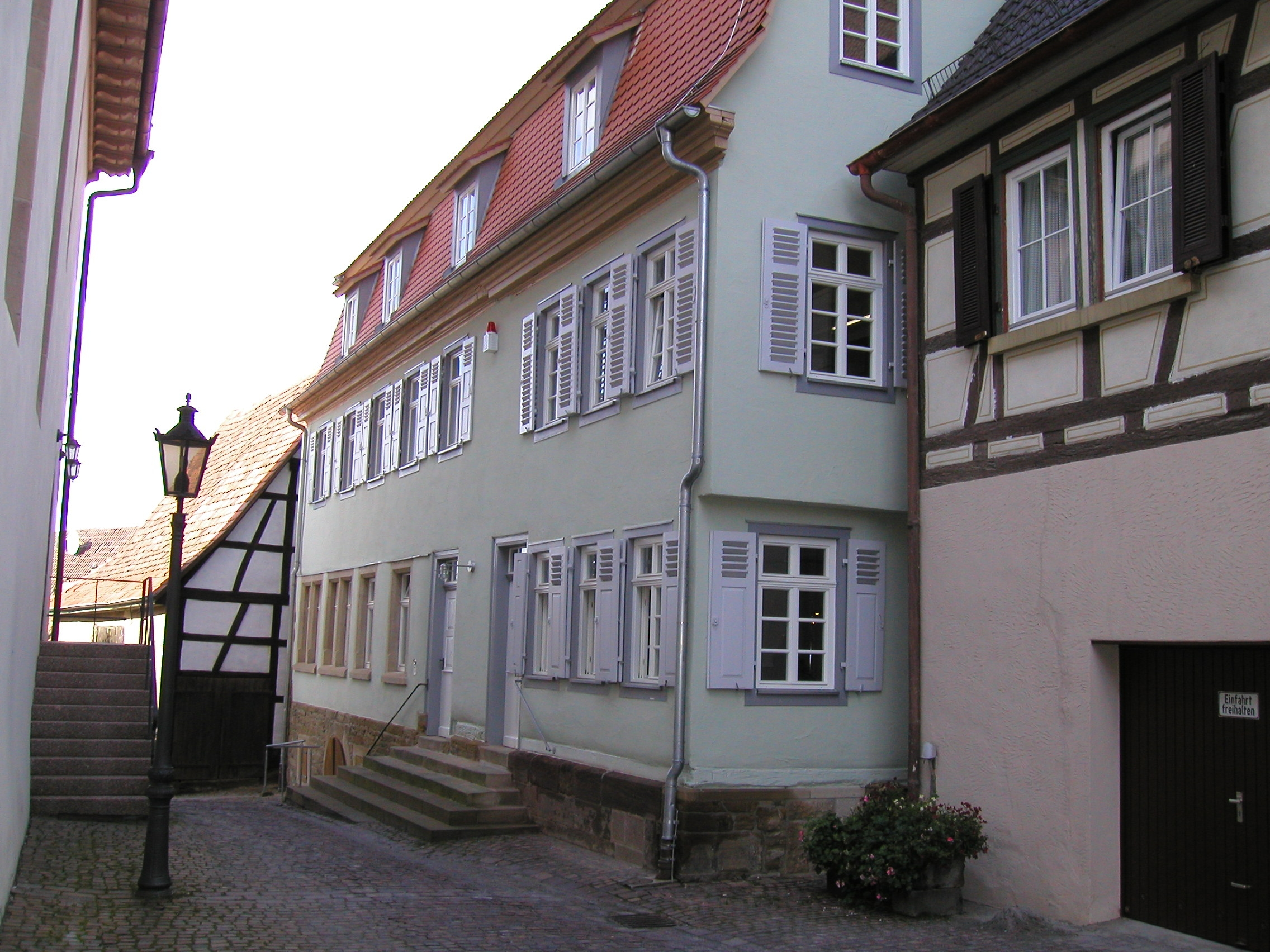
Faust-Archiv in der Alten Lateinschule, Knittlingen

Seit 2002 befindet sich das Faust-Archiv in der ehemaligen Alten Lateinschule, einer der ältesten erhaltenen Lateinschulen in der Region mit barocker Oberfläche. Der barocke Schulsaal im Erdgeschoss wird heute für Konzerte, Literaturabende, Vorträge und Symposien genutzt. Im 1. Stock steht eine umfangreiche Bibliothek zur Verfügung, die alle Facetten des Faust-Themas vom historischen Faust bis zur Gegenwart abdeckt. In der Galerie im 2. Stock finden neben Sonderausstellungen zu Faust auch zahlreiche Kunstausstellungen statt.
Im Faust-Archiv geht der größte Teil der Sammlung letztlich auf mehrere Einzelsammlungen zurück. Es handelt sich um
- die Faust-Sammlung des Stuttgarter Oberingenieurs Karl Theens, des ersten Präsidenten der 1967 gegründeten Faust-Gesellschaft,
- die Faust-Musiksammlung von Walter Aign,
- die gesammelten Theatermaterialien zu Faust des Schauspielers und Regisseurs Luigi Malipiero sowie
- die Faust-Briefmarkensammlung des Juristen Hermann Blaese.
- die Puppenspiel-Sammlung: Handpuppen, Marionetten, Schattentheaterfiguren, Nachlässe (z. B. Hohnsteiner Puppenspiele, Werner Wolffoerster (Karlsruhe), Gustav Dubelowski-Gellhorn (Linzer Marionettentheater „Pupilla“), Schattentheater Kraemer (Karlsruhe)).
- die Faust-Sammlung Moosmann-Böhme. Die 2001 erworbene Sammlung besteht aus Ölgemälden, Zeichnungen, graphischen Werken, Büchern, Illustrationen, Tonträgern, Filmen und Briefmarken. Eine Besonderheit in der Sammlung bilden die 42 Mephisto- und Faust-Skulpturen, Plaketten aus Bronze, Gips, Holz, Zinn, Porzellan, Alabaster, Aluminium, Silber und Elfenbein.[17]
- Faust-Musik verschiedener Komponisten
- Faust-Filme (international).